# Die Sage vom Hund von Baskerville
Die Sage vom Hund von Baskerville ist ein mittellanger, deutscher Stummfilm von Richard Oswald mit Alwin Neuß in der Rolle des Sherlock Holmes.

## Handlung
Dieser Film hat mit den Kriminalgeschichten von Conan Doyle und seinem Meisterdetektiv Sherlock Holmes nur sehr bedingt zu tun. Er basiert auf keiner Vorlage des britischen Detektivroman-Autors. Die Geschichte gleicht viel mehr einem Kostümfilm im altenglischen Rittermilieu des 16. Jahrhunderts, in dem wieder einmal das Geschlecht derer von Baskerville im Mittelpunkt des Geschehens steht. Der lüsterne Ritter Rodger, ein Wüstling, stellt der tugendhaften Gräfin von Baskerville nach, doch diese weist ihn ab.
Rodger gibt sich damit nicht zufrieden und verbreitet Angst und Schrecken in der Gegend, indem er sich ein Tierfell kleidet, wie Jahrhunderte später der Hund von Baskerville. Damit will er eine falsche Spur für seinen späteren Raub der Gräfin legen. Der zurückgebliebene Graf ist voller Sorge um die teure Gemahlin und beauftragt den Ahn des Sherlock Holmes damit, seine Gattin wiederzufinden. Der kommt dem Unhold bald auf die Spur. Die Gräfin wird befreit und gerettet, und Ritter Rodger muss sich für seine Untaten einem Femegericht, das den Schurken aburteilen soll, stellen.

## Produktionsnotizen
Die Sage vom Hund von Baskerville entstand im Frühjahr 1915 im Greenbaum-Filmatelier in Berlin-Weißensee und passierte am 23. April 1915 die Filmzensur. Wann der mit 809 Meter, verteilt auf drei Akte, recht kurz geratene Film im Reich anlief, ist nicht bekannt. Die erste Nachkriegspräsentation fand im Juli 1919 im Berliner Passagetheater statt.

## Wissenswertes
Die Sage vom Hund von Baskerville war der zweite Teil einer vierteiligen Hund von Baskerville-Filmreihe, die der Produzent Jules Greenbaum in den Jahren 1914/15 mit einer nahezu gleichen Besetzung hergestellt hatte. Den ersten Teil, die werkgetreue Adaption des gleichnamigen Conan-Doyle-Stoffes, Der Hund von Baskerville, wurde 1914 von Rudolf Meinert inszeniert. Die drei folgenden Weiterentwicklungen dieser Inszenierung wurden allesamt 1915 von Richard Oswald umgesetzt.